# Hospodářský klub pro Království české
Hospodářský klub pro Království české, též Hospodářský klub pro Čechy v Praze, později Hospodářská společnost pro Království české, byl spolek pro setkávání, odborné vzdělávání a povzbuzení pracovníků polního a lesního hospodářství a průmyslu v Čechách.

## Dějiny a cíle spolku
Roku 1867 schválila zemská vláda stanovy, které předložil Výbor navrhovaného hospodářského klubu. Jeho předsedou byl hospodářský rada A.E. Komers, místopředsedové ředitel velkostatku Julius Příborský a vrchní nadlesní Ludwig Schmidl. Hospodářský klub (v Praze) měl dle stanov za účel, „poskytovati členům svým příležitost k společenskému zotavení a duševnímu povzbuzení, k pěstování a podporování odborných zájmů v přátelském obcování, při čemž se každý politický a národní směr vylučuje, a zvláště, aby poskytoval svým venkovským členům hostinného přijetí.“ Za vzor ve svém Provolání Výbor označil „klub farmerů” v Londýně, „dinér de l’agriculture“ v Paříži a „klub polních hospodářů“ v Berlíně a ve Vratislavi.
Jedním z cílů klubu bylo prosazení zastoupení zájmů zemědělských, čehož bylo dosaženo roku 1873 znovuzřízením Zemědělské rady pro Království české. Roku 1880 se Hospodářský klub přetvořil v Hospodářskou společnost a přitom měl na mysli takové potřeby zemědělské (kulturní, vzdělávací účel), které nejsou rázu politickohospodářského a nespadají v obor působnosti nové zemědělské rady.

## Činnost spolku
Dle výroční zprávy spolek pořádal:
- Odborné přednášky – roku 1878 např. o nové sazbě celní – inž. Jahn, o mlékařství – ředitel Dumek, o vodní otázce Čech – prof. Purkyně, o lité krytbě střech hospodářských budov – ředitel hutí Irmler, o výpočtech amortizačních – c.k. vládní rada Schmidt, o obchodu s umělými hnojiv – prof. Bělohoubek. Na základě přednášky páně Bělohoubkovy ředitelstvo ustanovilo výbor, který vypracoval regulativ pro ústřední stanici ku zkoumání hnojiv umělých a předložil jej zemědělské radě k uvážení.
- „Kočovné shromáždění“ – exkurzi spojenou se společným rokováním účastníků na pokrokových panstvích (roku 1878 se sjelo přes 200 účastníků v Dobřenicích, Smiřicích, Nechanicích, na hospodářství Richterově v Třebeši a v továrně na stroje pánů Märkyho a Rromovského) Z rokování na takovém shromáždění vznikaly rezoluce, které byly předkládány oběma sněmovnám, vládě, zemědělské radě i ostatním hospodářským spolkům. Rezoluce byly vypracovány volenými výbory, či ředitelstvem spolku a byly mezi nimi obecné např. o potřebě zemědělství jako chráněného průmyslu a jeho důležitosti pro sociální smír až po konkrétní návrhy např. zákona o chovu býků atd.
- Hospodářské a hospodářsko-průmyslové výstavy[6]
- „Mezinárodního závodění parními a spřežními pluhy“[7]
- Výstavní semenářské trhy[8]
- Mezinárodní mlékářské výstavy[9]
- Mezinárodní trh plemenného dobytka a hospodářských strojů[10]

Spolek též spravoval spolkovou knihovnu, která roku 1878 čítala 1484 exemplářů, vystavoval různá dobrozdání, například na žádost zemědělské rady, či podporoval zřizování mlékařských družstev, jimž zvláštní odbor spolku vypracoval stanovy. Roku 1878 měl spolek 634 členů. V místnostech spolkových bylo uspořádáno i několik zábav a na Žofíně i spolkový ples. K oslavě stříbrné svatby císařského páru řiditelstvo nechalo od hraběte Jana Harracha, hosp. rady Julia Příborského a inž. Jahna vypracovat zdravici.

## Vybraní členové
V „Ředitelstvu“ spolku byli dle Výroční zprávy z roku 1879 předseda hrabě Rudolf Chotek, první místopředseda Bedřich Schwarz, druhý místopředseda baron Jindřich Berlepsch, JUDr. Josef Bernat, hrabě Jan Harrach, baron Rober Hildprandt, hospodářský rada Julius Příborský, Čeněk Stránský šlechtic z Greifenfelsu,